# Joelia Kanakina
Joelia Kanakina (Krasnojarsk, 11 december 1995) is een Russisch skeletonster.

## Carrière
Kanakina maakte haar wereldbekerdebuut in het seizoen 2014/15, maar pas in het seizoen brak ze helemaal door met een zevende plaats en een derde plaats als beste resultaat in een wereldbekerwedstrijd. In het seizoen 2019/20 werd ze 15e.
Ze nam in 2015 deel aan het wereldkampioenschap waar ze 22e werd. De jaren erna bleef ze rond die positie eindigen tot in 2019 waar ze zevende werd. Op het wereldkampioenschap 2020 werd ze 11e en 9e in het gemengd team.
In 2022 nam ze deel aan de Olympische Winterspelen waar ze een elfde plaats behaalde.

## Resultaten

### Olympische Spelen
| Jaar | Plaats | Resultaat |
| ---- | ------ | --------- |
| 2022 | Peking | 11e       |

### Wereldkampioenschappen
| Jaar | Plaats     | Resultaat                           |
| ---- | ---------- | ----------------------------------- |
| 2015 | Winterberg | 22e Individueel 10e Landenwedstrijd |
| 2016 | Igls       | 20e Individueel 14e Landenwedstrijd |
| 2017 | Königssee  | 26e Individueel                     |
| 2019 | Whistler   | 7e Individueel                      |
| 2020 | Altenberg  | 11e Individueel 9e Gemengd team     |
| 2021 | Altenberg  | 13e Individueel                     |

### Wereldbeker
Eindklasseringen
| Seizoen   | Rang |
| --------- | ---- |
| 2014/2015 | 26e  |
| 2015/2016 | 20e  |
| 2016/2017 | 21e  |
| 2017/2018 | 21e  |
| 2018/2019 | 7e   |
| 2019/2020 | 15e  |
| 2020/2021 | 12e  |
| 2021/2022 | 5e   |